# Folke Ljung
Folke Waldemar Ljung, född 7 mars 1900 i Landskrona, död 16 september 1949 i Oscars församling i Stockholm, var en svensk målare.

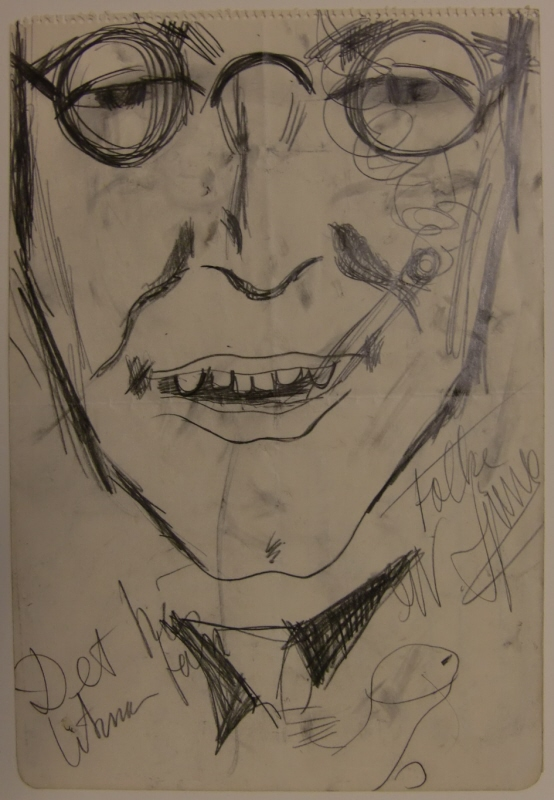
Tavla från Nationalmuseets samlingar målad av Folke Ljung föreställande Gunnar W. Lundberg (1903-1986), konsthistoriker

Ljung studerade målning för Carl Wilhelmson och Oscar Björk vid Konsthögskolan 1921–1927. Han tilldelades kanslermedaljen 1926, Bobergs stipendium 1927 och akademiens stora stipendium 1930–1931. Efter studierna reste han på en längre studieresa till bland annat Nederländerna, Belgien, Frankrike, Italien och Nordafrika. Vid hemkomsten bosatte han sig först i Stockholm men efter några år flyttade han till Landskrona. Separat ställde han ut på Galerie Moderne i Stockholm och han medverkade i samlingsutställningar med Skånes konstförening. Hans konst består av figurer, porträttmåleri och väggmålningar. Ljung är representerad vid Landskrona konstmuseum och Nationalmuseum. Han är begravd på Landskrona kyrkogård.